# Bad (песма)
„“ је песма америчког текстописца и извођача Мајкла Џексона. Објавио ју је Епик рекордс у септембру 1987. године, као други сингл са Џексоновог истоименог седмог студијског албума. Песму је написао и компоновао Џексон који ју је и продуцирао заједно са Квинсијем Џонсом. Џексон је изјавио да га је истинита животна прича о којој је читао инспирисала при продукцији. 
Генерално, „Bad“ је добила позитивне критике од оновремених музичких критичара који су истакли да је приказала певача провокативнијег. Песма је две недеље заузимала прво место топ-листе „Билборд хот 100“ чиме је постала други бр. 1 сингл са албума а Џексонов укупно седми. Интернационално, била је такође комерцијално успешна, нашавши се међу десет најпродаванијих у једанаест земаља, а међу пет у Уједињеном Краљевству, Француској, Италији, Норвешкој, Швајцарској и Шведској. Налазила се на челу листе холандских и европских синглова.
Музички спот за „Bad“, објављен 1987, режирао је Мартин Скорсезе. У њему, Џексон и група плесача изводе плесачку тачку у једној метро станици. Задужени кореографи су изјавили да на радњу спота као и на сам спот је утицала сцена из мјузикла „West Side Story“, позната као „Cool“. Спот је номинован једном Видео музичком наградом 1988. године. Песму су обрађивали многи извођачи и често је извођена на многим посветама након Џексонове смрти у јуну 2009.

## Позадина и инспирација
„“ је песма коју је Мајкл Џексон написао и снимио 1987. године за свој истоимени седми студијски албум. Продуцирао ју је са Квинсијем Џонсом. Песма је првобитно планирана као дует Џексона и Принца, међутим соло верзија је постала и коначна. У својој аутобиографији „Moonwalk“, објављеној 1988, Џексон је написао нешто и о концепту песме:
У интервјуима датим 1988. године магазинима „Ебони“ и „Џет“, Џексон је изјавио да је идеју за песму добио од истините приче о којој је читао у „Тајм“ или „Њузвик“ часопису. Извођач је резимирао причу рекавши да се ради о ученику из гета који је похађао школу у Њујорку. Тај ученик је покушавао нешто направити од свог живота и планирао је окончати било какав однос са пријатељима из краја током распуста када се врати. Џексон је додао да је љубомора пријатеља резултовала убиством дечака. Певач је изјавио да иако је песма инспирисана овом причом, смрт ученика није укључена у спот.

## Композиција
Песма је изведена у а-молу. Има темпо од 114 откуцаја по минути. Џексонов вокални досег креће се између E4 и D6. Прогресија акорда у њој је D3-B3-F3-G3. „Bad“ је описана као искидана прогресија песме Реја Чарлса „Hit the Road Jack“. Дејвит Сигерсон, из Ролинг стоун магазина, при оцењивању албума, дао је коментар на текстуални садржај песме: „Када Џексон истиче да „цео свет треба дати одговор управо сада“ (енгл. and the whole world has to answer right now), он се не хвалисави већ даје мишљење које се односи на његову изванредну каријеру. Ако ништа друго, он исмејава што га људи одликују титулама фанка који је мањег значаја и позива своју непоуздану публику да га одгурну са презиром ако имају смелости.“ Сигерсон је упоредио песму са материјалом Џејмса Брауна. Стиховно, „Bad“ се односи на доказивање људима да си жилав и у њој Џексон хвалећи се пита „ко је најбољи“ и „ко је лош“ понављајући те стихове у рефрену песме.

## Критички пријем
„Bad“ је углавном добила позитивне оцене од оновремених музичких критичара. Неке оцене су биле да је песма приказала Џексона још провокативнијег. Дејвит Сигерсон, аутор из магазина „Ролинг стоун“, похвалио је Џексонов вокални наступ. Стивен Томас Ерлвајн, Олмјузик, изабрао је три песме међу којим и „Bad“ као најбоље са албума. У посебној оцени песме, Ерлевајн је написао да му је Џексонов глас звучао као глас ванбрачног детета Џејмса Брауна и Мејвис Стејплс додајући да музички, „Bad“ је веома добра. Истакао је да је хвалисање променило Џексонову слику хуманизирајући га и да је било забавно гледати га у позицији неког ко себе уздиже. Џенифер Кејл, Јаху мјузик, написала је да је Џексонов нови провокативни имиџ био мало тежак да се свари али и да је музички функционисао у песмама као што су „Bad“, „Man In the Mirror“ и „Dirty Diana“.

## Комерцијални наступ
„Bad“ је дебитовала на осмом месту „Билборд хот 100“ топ-листе 10. октобра 1987. године. Четрнаест дана касније, заузела је прво место где је остала наредне две недеље бивајући други бр. 1 сингл са албума а Џексонов укупно седми. Песма је била на врху топ-листи ритам и блуз синглова и денс синглова. Такође, била је и интернационално комерцијално успешна, налазећи се углавном на некој од првих десет позиција. У Уједињеном Краљевству, „Bad“ је дебитовала на четвртом месту 26. септембра 1987. Наредне недеље, попела се за једну степеницу више на којој је остала две недеље. Касније је још четири недеље била међу десет да би испала са листе након додатних једанаест недеља. У Канади, песма је 7. новембра исте године заузела пето место. У Шведској је 14. новембра била на четвртој позицији остајући четири недеље међу десет најпродаванијих. Октобра 3, „Bad“ је дебитовала као бр. 9 у Француској да би шест недеља касније била бр. 4. На Новом Зеланду, песма се након дебија на четвртој позицији нашла на другом месту. Међу педесет најпродаванијих је била петнаест недеља. „Bad“ је такође комерцијално наступила и у Норвешкој где је била бр. 2. Тамо је била међу првих десет још осам недеља.
Песма је била мање успешна у Аустралији где се пласирала на 27. позицији. У Аустрији, „Bad“ је дебитовала на десетом месту. Иако је следећих недељу дана испала са списка десет најпродаванијих, успела се вратити у првобитно друштво заузевши седиште број 9. У Холандији након почетног 87. места, а затим и напредовања за седамдесет и три позиције, песма се нашла на врху где је остала две недеље. Године 2006, део Џексонове дискографије је поново објављен под називом „Visionary“. Заједно са осталим песмама, „Bad“ се опет нашла на светским топ-листама. Пласирајући се по први пут у Шпанији, освојила је прво место. Међу првих двадесет била је девет узастопних недеља. У исто време, нашла се на петој позицији у Италији. Након Џексонове смрти у јуну 2009, још једном се његова музика нашла на листама широм света. У јулу, „Bad“ је била бр. 11 у Италији, бр. 20 у Шпанији, бр. 25 у Шведској, бр. 37 у Данској и бр. 40 у Уједињеном Краљевству.

## Музички спот
Комплетни музички спот песме је осамнаестоминутни кратки филм чији је сценариста био писац Ричард Прајс. Режирао га је Мартин Скорсезе. У јавности је истицано како је филм из 1961. „West Side Story“, а нарочито сцена из тог филма позната под именом „Cool“ утицала на продукцију спота. Разлози за то су појављивање уличне банде која плеше у урбаној средини као и неки делови кореографије који подсећају на поменути филм. Кореограф Џефри Данијел је потврдио те претпоставке рекавши да је постојала намера да се створи савременија верзија филма.
У споту, Мајкл игра средњошколца имена Дерил. Дерил долази кући не наилазећи ни на кога. Касније се среће са својим друговима које води Мини Мекс да би провео ноћ са њима. Почетак њиховог разговора огледао се у пријатној атмосфери. Временом био је под све већом тензијом јер су Дерилови пријатељи схватили колико се он променио и да не жели бити укључен у оно чиме се они баве. Тежећи да својим друговима докаже да је и даље лош, Дерил одводи банду у метро станицу где ће покушати опљачкати једну старију особу. Међутим, у последњем трену се предомислио. Због тога га Мини Мекс грди говорећи му да није више „лош“. Дерил му узвраћа вичући да он није лош и да је нико. У том моменту, камера пребацује на други део станице приказујући Дерила обученог у црној кожној одећи и његову групу плесача који крећу са извођењем песме и плеса. До тог кадра, спот је био црно-бео а до краја извођења песме у боји. Наступајући, Дерил се обраћа банди говорећи им да праве грешке својим поступцима. Прихвативши критику свог друга, Мини Мекс прилази Дерилу и рукује се са њим. На крају, спот постаје поново црно-бео и приказује усамљеног Дерила како посматра своје пријатеље док одлазе.
Музички спот је номинован 1988. године једном МТВ видео музичком наградом. Заједном са спотом Џексонове песме „The Way You Make Me Feel“, био је номинован за најбољу кореографију али је изгубио од спота Џексонове млађе сестре Џенет „Pleasure Principle“.

### Улоге
- Мајкл Џексон као Дерил
- Весли Снајпс као Мини Мекс
- Роберта Флек као Дерилова мајка
- Педро Санчез као Нелсон
- Џејм Пери као Ски
- Адам Нејтн као Тип
- Пол Калдерон као дилер

## Прераде
- „Откачени Ал“ Јанковић је снимио пародију песме, назвавши је „Fat“, за свој албум из 1988. године, „Even Worse“.[25]
- Након Џексонове смрти у јуну 2009, „Bad“ је извођена у склопу многих мешавина песама као део посвете преминулом певачу.[26]
- Снимак затвореника са Филипина који плешу уз Џексонове песме, међу којим и уз „Bad“, објављен је као део промоције филма Michael Jackson's This Is It.[27]
- У фебруару 2010, група Фринџманкс је направила пародију под именом „The Ipod Song“ у којој је негативно критиковала уређај.[28]
- Песма се може чути у филму из 2010. Megamind.

## Особље
| - Текстописац и композитор: Мајкл Џексон - Продуцент(и): Квинси Џонс и Мајкл Џексон - Соло и пратећи вокали: Мајкл Џексон - Перкусије: Хау нау Браун кау - Оргуље: Џими Смит - Синтесајзер: Грег Филингејнс - Бубњеви: Џон Робинсон - Програмирање бубњева: Даглас Гечал - Гитара: Дејвид Вилијамс | - Саксофон: Ким Хачкрофт и Лери Вилијамс - Труба: Гери Грент и Џери Хју - Перкусије: Паулињо да Коста - Синклавир клавијатуре, дигитална гитара: Кристофер Карел - Синтесајзер: Џон Барнс, Мајкл Бодикер, Грег Филингејнс - Аранжери ритма: Мајкл Џексон, Кристофер Карел и Квинси Џонс - Аранжер хорне: Џери Хју - Аранжер вокала: Мајкл Џексон |

## Пласман на топ-листама
| Земља (1987)                             | Највиша позиција |
| ---------------------------------------- | ---------------- |
| Аустралија                               | 4                |
| Аустрија                                 | 9                |
| Канада                                   | 5                |
| Данска                                   | 37               |
| Холандија                                | 1                |
| ЕУ                                       | 1                |
| Француска                                | 4                |
| Италија                                  | 5                |
| Нови Зеланд                              | 2                |
| Норвешка                                 | 2                |
| Шведска                                  | 4                |
| Швајцарска                               | 3                |
| Уједињено Краљевство                     | 3                |
| САД: „Билборд хот 100“                   | 1                |
| САД: „Билборд хот ритам и блуз синглови“ | 1                |
| САД: „Билборд хот денс и клуб синглови“  | 1                |

## Остали извори
- Grant, Adrian (2009). Michael Jackson: The Visual Documentary. Omnibus Press. ISBN 9781849382618.
- Jackson, Michael (1988). Moonwalk. Doubleday. ISBN 978-0-434-37042-9.
- Taraborrelli, J. Randy (2004). The Magic and the Madness. Terra Alta, WV: Headline. ISBN 978-0330420051.
- Halstead, Craig (2003). Michael Jackson The Solo Years. On-Line Ltd. ISBN 978-0755200917.